# Galax (Virgínia)
Galax é uma cidade independente localizada no Estado americano de Virgínia. A sua área é de 21,3 km², sua população é de 6 837 habitantes, e sua densidade populacional é de 320,8 hab/km² (segundo o censo americano de 2000).